# 仏国記

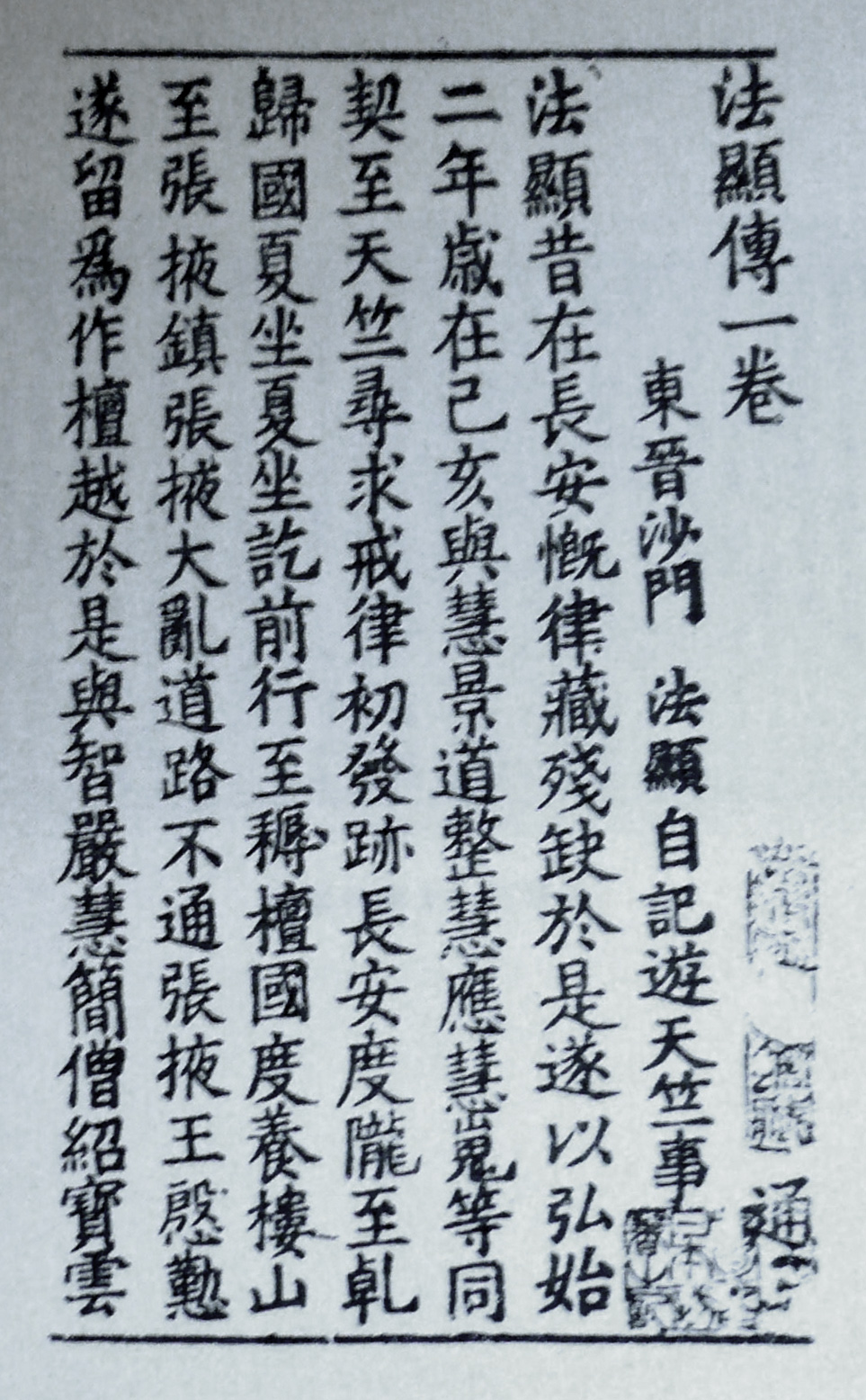
『仏国記』

『仏国記』（ぶっこくき）は、中国の東晋の西域インド求法僧の法顕による旅行記である。1巻。

## 書名
『隋書』「経籍志」で、『仏国記』という書名によって著録されている。しかし、仏教史書や経録類では、『法顕伝』（『高僧法顕伝』）や『歴遊天竺記伝』という書名を見ることが出来る。

## 内容
法顕三蔵は、隆安3年（399年）に長安から求法の旅に出発し、タクラマカン砂漠を経てパミール高原を越え、パンジャブ地方よりガンジス川流域の仏跡を巡礼した。そこで、仏典の中でも戒律に関する原典を捜索した。その後、スリランカ（セイロン島）に渡り、海路から南洋地方を経由して山東地方の牢山に漂着するまでの旅行記が、本書である。帰着した時は、義熙9年（413年）のことであった。
タクラマカン砂漠を渡った際には「行く道に住む人もなき困難な砂漠を渡るが、その途中の苦しみは比べものもなく、ようやくにしてホータン（ホータムナ）に着いた」と記している。ホータムナは「崑崙の玉」で有名な南道随一のオアシスの街であったが、法顕は町に着いた際には感激し記録に熱を入れている。
セイロン島では「法顕は漢の地を出発してからすでに年久しく、交わる人々はみな異域の人のみで、山川も草木も目にふれるものは見なれたものはない。（中略）商人が晋の白絹の扇で供養するのをみて、思わず悲嘆にくれ涙が両眼にあふれたのであった」。この記事は徒然草に引用された。

### 旅程
- 399年春　長安発。
- 399年　乾帰国（西秦、都城は西城）で夏坐[2]。その後傉檀国（南涼、都城は西平）越え。
- 400年　張掖鎮（現甘粛省張掖市甘州区）で夏坐。その後タクラマカン砂漠越え。
- 401年　于麾国（現カルガリク付近）で夏坐。その後パミール高原越え。
- 402年　ウジャーナ（ガンダーラ北方）で夏坐。ガンダーラで同行僧のうち2人が死亡。3人は中国へ戻った。
- 403年　法顕と道整の2人となり、烏萇国（現パキスタン）で夏坐。
- 404年　インド、サンカシャで夏坐。その後カピラヴァストゥ（釈尊の成長地）、クシナガラ（釈尊の入滅地）などを見学。
- 405年-407年　パータリプトラ（マガダ国・マウリア朝・グプタ朝時代の首都。現パトナ）在。近辺のブッダガヤ（釈尊が悟った場所）、鹿野苑（現サールナート。釈尊が最初の5弟子を得た場所）などを見学。道整は引き続きインドで修行を望み、中国に帰るのは法顕のみとなった。
- 408年-409年　タームラリプティ（ガンジス川河口、現タムルク）在。
- 409年-411年　セイロン島在。
- 412年　中国への船中で夏坐。
- 412年7月　青州（現山東省膠州湾）に上陸。
- 413年　京口（現江蘇省鎮江市）で夏坐。
- 413年7月　建康（現南京市）着。

## 評価
本書は、仏教史はもちろん、インド史・中央アジア史・南洋諸島史などの研究にとっても、極めて貴重な史料を提供している。

## 訳注研究
- 足立喜六『考証法顕伝』（1936年）
- 長沢和俊訳註『法顕伝 宋雲行紀』第2版（『東洋文庫』 194）（平凡社、1975年）ISBN 4582801943
- 長澤和俊著『法顕伝訳注 解説：北宋本・南宋本・高麗大蔵経本・石山寺本 四種影印とその比較研究』（雄山閣出版、1996年）
- 桑山正進・高田時雄編『法顯傳 洛陽伽藍記 釋迦方志』（『西域行記索引叢刊』 3）（松香堂、2001年）ISBN 4879740128
- fr:Jean-Pierre Abel-Rémusat. Fo Kou Ki : ou, Relation des royaumes bouddhiques: voyage dans la Tartarie, dans l'Afghanistan et dans l'Indo exécuté, à la fin du IVe siècle. Paris 1836: Imprimerie royale. フランス語訳。
- en:James Legge. A record of Buddhistic kingdoms : being an account by the Chinese monk Fâ-hien of his travels in India and Ceylon (A.D. 399-414) in search of the Buddhist books of discipline. Oxford 1886: Clarendon Press. 英訳。
- Li Yung-hsi. A Record of the Buddhist Countries. Peking 1957: Chinese Buddhist Association. 英訳。
- Samuel Beal. Travels of Fah-Hian and Sung-Yun : Buddhist pilgrims, from China to India (400 A. D. and 518 A. D.). London 1964: Susil Gupta. 初版は1869年。英訳。
- 呉玉貴『佛國記（簡體書）』人民東方出版社、2018年。初版は佛光出版社から出た1997、1999年版。
- Herbert A. Giles. The travels of Fa-hsien (399-414 A.D.), or, Record of the Buddhistic kingdoms. Cambridge 1923: Cambridge University Press. 英訳。
- Li Rongxi. "The journey of the eminent monk Faxian," In Lives of great monks and nuns. Berkley 2002: Numata Center for Buddhist Translation and Research. 英訳。
- 楊維中. 新譯佛國記. 台北 2016: 三民書局股份有限公司. 初版は2006年。原文に台湾の注音符号を付した注釈研究。
- Jean-Pierre Drège. Mémoire sur les pays bouddhiques. Paris 2013: Les Belles Lettres. フランス語訳。